# Li Shijun
Li Shijun, noto anche con lo pseudonimo di Laŭlum (Shatou, 29 marzo 1923 – 10 novembre 2012), è stato un esperantista cinese.

## Biografia
È stato membro onorario dell'Associazione universale esperanto.
Avvicinatosi all'esperanto nel 1937, ha preso parte nel 1950 alla fondazione della Lega esperantista cinese ed è stato redattore della rivista El Popola Ĉinio (Dalla Cina Popolare).
Laŭlum è stato membro dell'Akademio de Esperanto (Accademia dell'esperanto) e del Ĉina Esperanto-Instituto (Istituto esperantista cinese), nonché membro onorario dell'Associazione universale esperanto dal 2004.

## Opere
Tra le sue traduzioni ricordiamo:
- Sinjoro Dongguo (Signor Dongguo)
- Kvin fratoj Liu (Cinque fratelli Liu)
- Pri popol-demokratia diktaturo (Sulla dittatura popolar democratica)
- Elektitaj ĉinaj antikvaj poemoj ilustritaj (Antiche poesie cinesi selezionate e illustrate)
- Ĉe akvorando (Sul pelo dell'acqua).

Ha partecipato alla redazione della Ĉina antologio. È stato autore di vocabolari, sussidiari, 250 racconti su Afanti e molti articoli, saggi, recensioni e poesie.